# Dominik Nowak
Dominik Nowak (* 21. května 1980 v Krakově) je polský divadelní, filmový i televizní herec, dramatik, pedagog, zakladatel a zástupce ředitele krakovského Teatru Nowego.

## Biografie
Ve svém rodném městě vystudoval Lyceum A. Witkowskiego, pak vystudoval filmografii na Jagellonské Universitě a v roce 2005 absolvoval katedru herectví na Státní vyšší divadelní škole v Krakově. Již v letech svých studií na lyceu se mimo divadelních aktivit věnoval studiu dějin umění díky stipendiu krakovské radnice. Během studií na Vyšší divadelní škole založil dva nezávislé divadelní soubory. Jeden z nich, kolektiv Nowak-Wysocka-Zadara se zabýval studiovým divadlem, hledáním nových dramatických forem a rozšiřováním možností akademického vzdělání posluchačů. Tato divadelní skupina vytvořila několik studiových představení, jako např. Hamlet-Stroj nebo Diváci v nebezpečí, jenomže soubor zanikl po dokončení studií. Dominik Nowak se poté stal zakladatelem Divadla Auditorium, které svou činnost zahájilo premiérou inscenace Griga slaví jmeniny v roce 2002. Domink Nowak si v této inscenaci zahrál titulní roli. Tento divadelní soubor existuje dodnes. Byl mnohokrát oceněn na divadelních festivalech v Polsku i v zahraničí. Nastudoval desítky inscenací a dalších divadelních projektů. V roce 2007 se soubor stal klasickým repertoárovým divadlem pod názvem Nové divadlo (Teatr Nowy). Toto divadlo získalo vlastní budovu, galerii, najalo si umělecký soubor i pracovníky technického a administrativního zázemí. Dominik Nowak se stal zástupcem ředitele tohoto divadla a inspirátorem celé řady projektů této instituce.
V letech 2005–2007 provozoval vlastní divadelní a filmovou agenturu. Od roku 2008 vyučuje herectví na soukromé divadelní škole „L'Art Studio” v Krakově. Za své umělecké i organizační aktivity získal řadu ocenění. Zabývá se rovněž psaním divadelních her. Jeho divadelní prvotina Osobní vlak do Číny byla oceněna v druhém ročníku literární soutěže, organizované „Teatrem Powszechnym” v Lodźi a na žádost divadla byla okamžitě přeložena do českého jazyka překladatelem Jiřím Vobeckým. Překlad je k dispozici v pražském Divadelním ústavu a zastupuje jej DILIA Praha.
Dominik Nowak pracuje rovněž jako režisér: inscenoval např. Mroźkovy Emigranty. Odehrál desítky rolí v divadle, a to nejen ve svém vlastním souboru, ale také v krakovském „Starém divadle” nebo „Lidovém divadle”. Zahrál si ve filmech jako např. Karel – muž, který se stal papežem nebo v životopisném filmu Jan Pavel II. Zahrál si i v celé řadě polských televizních seriálů, estrádních a zábavných pořadů i v hraných dokumentech. Mezi jeho nejvýznamnější ztvárněné divadelní role patří např. Trufaldino ze hry Král jelenem (2007) nebo Tybalt v Romeovi a Julii.